# 熱田久美
熱田 久美（あつた くみ、1985年11月25日 - ）は、千葉県出身のタレント。G.P.R所属。
航空会社のグランドスタッフを退職したのち、2007年10月まで『あいのり』に「くぅ」のニックネームで出演し、その後グラビアアイドルに転向した。
2010年、naoプロデュースによるミニアルバムAbout Youをローヴィング・スピリッツから発売した。2011年、カバーアルバムジブリの森の夏ボッサをリリース。現在は音楽活動をしながら、女優・タレント・モデルとして活動している。17 Liveのライバーとして配信活動中。

## 人物・エピソード
趣味はフルート・ダンス・散歩・パン作り・資格検定取得であり、特技はギター、マッサージ、太鼓の達人である。

## 出演

### テレビ
- あいのり（フジテレビ、2007年）
- エンタの味方（TBS、2008年）
- 竜兵会の約束（BeeTV、2010年）
- ONGAX!（千葉テレビ、2010年）
- ひみつのアプリちゃん（東京MXテレビ、2013年）
- 全力坂（テレビ朝日、2014年）

#### ドラマ
- 白衣のなみだ（東海テレビ/フジテレビ） - 看護師役
  - 第一部『余命』（2013年4月）
  - 第二部『慈命』（2013年5月）
  - 第三部『使命』（2013年6月）
- ガリレオ 第6話（フジテレビ、2013年5月）* SUMMER NUDE 第1話（フジテレビ、2013年7月）
- 孤独のグルメ Season3 第6話（テレビ東京、2013年8月14日） - 若い女性客A 役
- 連続ドラマW LINK（WOWOW、2013年10月 - 11月） - 看護師：津田 役
- 殺しの女王蜂 第5話（テレビ東京、2013年11月） - 麻衣 役

#### CM
- キリンビール 濃い味 糖質0（2013年）
- 第一三共ヘルスケア エージーノーズクール（2013年）
- ガンダム[2]

### 雑誌
- TV LIFE（学研、2007年）
- FLASH（光文社）[2][3]
  - 2007年12月25日号 - 巻頭グラビア&10P
  - 2008年2月22日号
- 週刊実話（2008年）[4]
- 月刊100Anniversary（新潮社、2008年）[5]
- 週刊大衆（2008年）[3]
- sabra（小学館、2008年）[6][7]
- アサヒ芸能（徳間書店、2008年）[2]
- フライデー (雑誌)（講談社、2008年）[8]
- 東京Walker（角川マガジンズ、2009年）
- BE-PAL（小学館、2009年）
- ディズニーミラコスタホテル（2013年）
- じゃらん 関東・東北版（リクルート、2013年6月・10月・11月・12月号）

### WEB
- ASCII.jp（2008年）
- 宮澤正明写真館（2008年）
- sabra特盛アイドル（2008年）
- image.tv グラビアNet（2008年）
- アイドルがイッパイ（2008年）
- Rush（2013年）
- 美人スナップ（2013年4月25日UP）
- 美人スナップ（2013年夏）　- 水着特集

### CD
- indies 2009vest（2009年6月1日）
- About You（2010年3月3日）
- ジブリの森の夏ボッサ（2011年8月31日）

### DVD
- SUPER EXTRA DVD（sabra、2008年）

### ラジオ
- 星ひとみのミュージック・オーラ（USEN、2010年）
- muse Amuse（FM salus、2011年）
- TOTSUKA MUSIC WAVE（FM 戸塚、2011年）
- CRC＋（FM 世田谷、2011年）
- The Nutty Radio Show おに魂（FM NACK5、2012年）

### イベント
- 日本シリーズJTカップ（2007年）
- IPコミュニケーション&モバイル2007（2007年）
- チーズフェスタ2007（2007年）
- 大塚商会ビジネスソリューション（2007年）
- パチンコCR ガンダム新機種発表会（2013年）

### MC
- みなとみらい109×横浜美少女図鑑ファッションショーイベント（2010年）